# Кремовый зефир
Кремовый зефир, маршмэлловый крем, зефирный крем (англ. marshmallow creme) — американская сладость. Имеет очень сладкий вкус, кремовая по текстуре. Ближайший родственник — маршмэллоу. Марка крема Marshmallow Fluff фирмы Durkee-Mower, Inc используется в Новой Англии для приготовления «флаффернаттера». В состав крема входят кукурузный сироп, сахарный сироп, ваниль и яичные белки.

## История
«Маршмэлловая паста» из рецептов конца XIX век имеет плотную консистенцию. Самое раннее упоминание маршмэллового крема в американских поваренных книгах встречается в Fannie Farmer’s Boston School Cook Book, напечатанной в 1896 году. В разделе книги, посвященном начинкам для торта, дается рецепт маршмелловой пасты. В 1902 году в книге Сары Тайсон Рорер Mrs. Rorer’s New Cook Book описывается рецепт «маршмэлловой начинки».
Примерно в начале XX века, житель Сомервилля, Массачусетс и изобретатель продукта Solo Marshmallow Creme Арчибальд Квери начал продавать свою версию крема от двери до двери. Он вскоре продал рецепт двум кондитерам из Линн, Массачусетс, Х. Аллену Дерки и Фреду Мауэру, за $500. Продукт впервые появился на рынке в 1917 году в жестяных банках под названием Toot Sweet Marshmallow Fluff. В 1940-х крем начали продавать в стеклянных банках, а название сменилось на Marshmallow Fluff. Сегодня компания Durkee-Mower является одной из трех компаний в Северной Америке, которая производит кремовый зефир. Две другие — компания Kraft с Jet-Puffed Marshmallow Creme и компания Solo Foods с Solo Marshmallow Creme.
«Fluff» относится к региональным кулинарным традициям Северо-востока США. Одно из популярных блюд — флаффернаттер, бутерброд с Marshmallow Fluff и арахисовой пастой. Кроме того, на банке с кремом напечатан еще один беспроигрышный рецепт изготовления шоколадного фаджа.
Как минимум с 2006 года в Сомервилле в Юнион-сквер проходит ежегодный фестиваль What the Fluff?, отмечающий изобретение Fluff Арчибальдом Квери. Традиционные мероприятия фестиваля включают научную ярмарку, выставки, кулинарные конкурсы и карнавальные игры, такие как bean-bag toss, — все тематически связанные с кремом. В 2011 году актриса Сьюзан Олсен, известная по роли Синди Брэди в Семейке Брейди,приняла участие в фестивале, где она продала свою картину на тему зефирного крема.
Согласно статье The Boston Globe 2006 года, сенатор Массачусетс Джарретт Барриос предложил ввести ограничение на количество еженедельных порций бутерброда флаффернаттер в виде поправки в законопроект по ограничению вредной еды в школах. Позже предложение было отклонено. Также в 2006 году государственный представитель штата Кэти-Энн Райнштайн планировала подать законопроект, придающий флафернаттеру статус официального сэндвича Массачусетса. Этот инцидент местные жители называют «The Great 2006 Kerfluffle».

## Натеф
Кремовый зефир — это также традиционная сладость в арабской кухне, где она называются «безе из мыльнянки», или «натеф». Оригинальный рецепт готовится на основе корней мыльнянки лекарственной или корней алтея лекарственного (в англ. языке «маршмэлловое растение»), но современные коммерческие версии практически идентичны американскому кремовому зефиру.